# 尤克索夫斯科耶湖

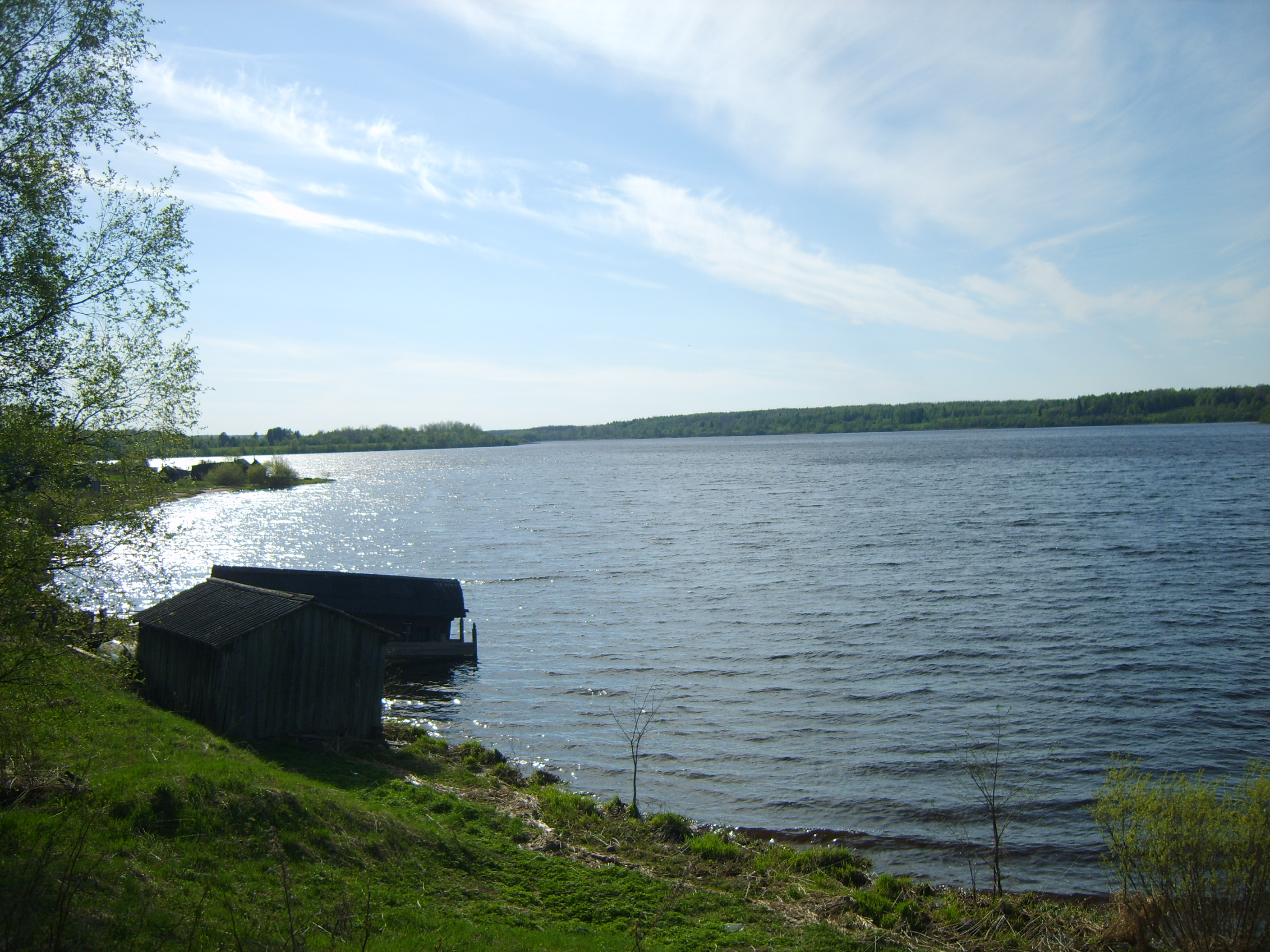

60°55′50″N 34°59′30″E / 60.93056°N 34.99167°E
尤克索夫斯科耶湖（俄语：Юксовское озеро），是俄羅斯的湖泊，位於該國西北部，由列寧格勒州負責管轄，長7公里、寬1公里，面積8.3平方公里，海拔高度43米，集水區面積200平方公里，最大水深30米。